# Kreis Ortelsburg

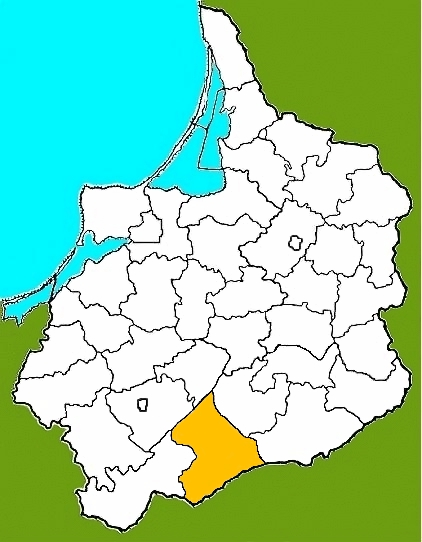
Lage in Ostpreußen

Der Kreis Ortelsburg in den Grenzen von 1818 bis 1945

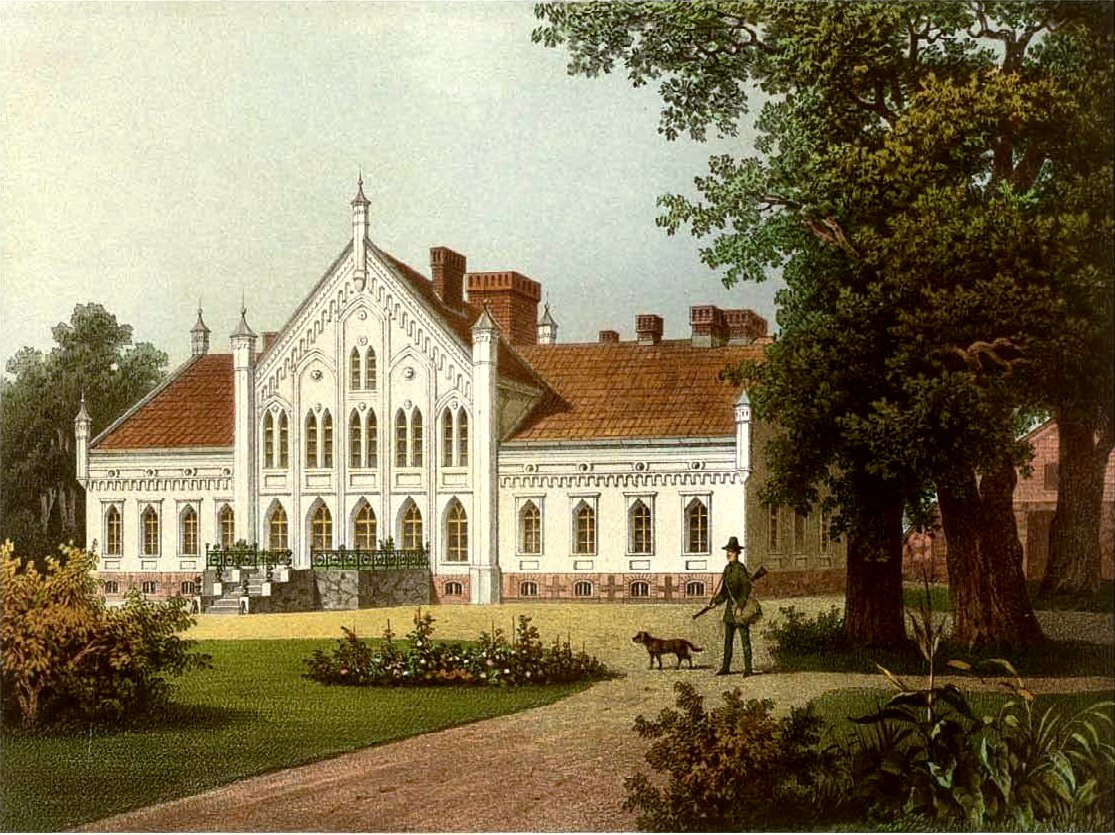
Gut Jablonken um 1860, Sammlung Alexander Duncker

Der Kreis Ortelsburg war ein preußischer Landkreis im Regierungsbezirk Königsberg (später Allenstein) der Provinz Ostpreußen. Sitz der Kreisverwaltung war die Stadt Ortelsburg, weitere Städte waren Passenheim und Willenberg. Der im Süden der Provinz gelegene Kreis bestand von 1818 bis 1945. Heute gehört diese Region überwiegend zum polnischen Powiat Szczycieński.

## Geographie
Der Kreis Ortelsburg lag in der Region Galinden im zentralen Süden Ostpreußens an der Grenze zu Russisch-Polen bzw. Polen. Er reichte im Norden bis zum Baltischen Höhenrücken, schloss die Allensteiner Seenplatte und die Johannisburger Heide mit ein und ging im Süden in die masurische Tiefebene über. Die Landschaft ist sehr waldreich, der Große Schobensee war mit etwa 860 Hektar der größte See im Kreisgebiet. Mit dem Omulef, der Rosogga und der Szkwa berührten drei größere Narew-Nebenflüsse den Kreis.
Das Wirtschaftsgeschehen wurde hauptsächlich von der Land- und Forstwirtschaft bestimmt. Im 19. Jahrhundert wurde östlich der Kreisstadt ein 2500 km² großes Bernsteinlager ausgebeutet. Die industrielle Infrastruktur bildeten Ziegeleien, Mühlen und Sägewerke. In Passenheim hatte sich ein Kalksandsteinwerk angesiedelt.
Verkehrsmäßig war der Landkreis durch die Bahnlinien Allenstein–Ortelsburg–Johannisburg und Bischofsburg–Ortelsburg–Neidenburg sowie durch die Reichsstraßen 128 Königsberg–Ortelsburg–Polen und 134 Ortelsburg–Preußisch Eylau erschlossen.

## Verwaltungsgeschichte

### Vorgeschichte
Bevor der Deutsche Orden in der zweiten Hälfte des 14. Jahrhunderts in das Gebiet vorstieß, war es nahezu unbewohnt und mit Urwald bewachsen. Im Rahmen seiner Besiedlungspolitik gründete der Orden zahlreiche Ortschaften, und bereits 1386 wurde Passenheim als erster Siedlung das Stadtrecht verliehen. Ortelsburg und Willenberg wurden hingegen erst 1723 zu Städten ernannt. Mit einer zweiten Ansiedlungsaktion erschloss der brandenburgische Kurfürst Friedrich Wilhelm I. im zweiten Viertel des 17. Jahrhunderts den Osten des späteren Kreisgebietes durch die Gründung zahlreicher neuer Dörfer.

### Die Gründung des Kreises bei der Verwaltungsreform 1818
Im Herzogtum Preußen war das Gebiet des späteren Kreises Ortelsburg im Zusammenhang mit dessen Konstituierung im Jahre 1525 dem Oberländischen Kreis zugeordnet worden. 1752 führte der König in Preußen eine Kreisreform durch, durch die der Raum Ortelsburg Teil des landrätlichen Kreis Neidenburg wurde.
Im Rahmen der preußischen Verwaltungsreformen ergab sich mit der „Verordnung wegen verbesserter Einrichtung der Provinzialbehörden“ vom 30. April 1815 die Notwendigkeit einer umfassenden Kreisreform in ganz Ostpreußen, da sich die 1752 eingerichteten Kreise als unzweckmäßig und zu groß erwiesen hatten. Zum 1. Februar 1818 wurde durch die Ausgliederung der drei Städte Ortelsburg, Passenheim und Willenberg mit ihren umliegenden Landgemeinden aus dem Kreis Neidenburg ein neuer Kreis Ortelsburg gebildet. Mit einer Flächengröße von 1.703 km² gehörte er danach zu den größten Kreisen der Provinz Preußen, dem späteren Ostpreußen.
Der neue Kreis umfasste die Kirchspiele Friedrichshof, Fürstenwalde, Klein Jerutten, Kobulten, Mensguth, Ortelsburg, Passenheim, Rheinswein, Theerwisch, Schöndamerau und Willenberg.
Das Landratsamt wurde in Ortelsburg angesiedelt.

### Volksabstimmung 1920
Durch den Versailler Vertrag von 1919 war der Kreis Ortelsburg der Volksabstimmung über die Zugehörigkeit zu Ostpreußen oder Polen unterworfen. Am 11. Juli 1920 entschieden sich 48.204 Stimmberechtigte des Kreises für und 511 Stimmen gegen einen Verbleib bei Ostpreußen.

### Entwicklung bis nach dem Ende des Zweiten Weltkriegs
Zum 30. September 1928 fand im Kreis Ortelsburg entsprechend der Entwicklung im übrigen Freistaat Preußen eine Gebietsreform statt, bei der mit Ausnahme von vier Waldgebieten alle Gutsbezirke aufgelöst und den benachbarten Landgemeinden zugeteilt wurden.
Am 16. Juli 1938 wurden im Kreis Ortelsburg 50 Gemeinden umbenannt. Betroffen waren zum Beispiel Jablonken („Wildenau“), Piasutten („Seenwalde“) oder Wawrochen („Deutschheide“).
Im Zweiten Weltkrieg eroberte im Januar 1945 die Rote Armee das Kreisgebiet und unterstellte es im März 1945 mit der südlichen Hälfte Ostpreußens der Verwaltung der Volksrepublik Polen. Diese unterzog das nach Evakuierung, Flucht und Abtransport in sowjetische Lager noch vorhandene Drittel der Einwohner einer „Verifizierung“, in deren Ergebnis die polnische Staatsangehörigkeit anzunehmen war. Von rund 70.000 Bewohnern des Kreisgebiets im Jahr 1939 war das bei knapp 14.000 möglich. Das jetzt polnische südliche Ostpreußen verlor infolge von Flucht und Vertreibung der Deutschen aus den deutschen Ostgebieten bis 1950 rund 80 Prozent seiner bisherigen Bewohner.
Heute umfasst der Powiat Szczycieński (Kreis Ortelsburg) alle größeren Gemeinden des ehemaligen deutschen Landkreises. Er ist der polnischen Woiwodschaft Ermland-Masuren angegliedert, die in etwa dem polnisch verwalteten Südteil Ostpreußens entspricht.

## Einwohnerentwicklung
| Jahr | Einwohner | Quelle |
| ---- | --------- | ------ |
| 1818 | 30.932    | [ 6 ]  |
| 1846 | 48.575    | [ 7 ]  |
| 1871 | 63.159    | [ 8 ]  |
| 1890 | 70.323    | [ 9 ]  |
| 1900 | 68.352    | [ 9 ]  |
| 1910 | 69.635    | [ 9 ]  |
| 1925 | 71.048    | [ 9 ]  |
| 1933 | 72.920    | [ 9 ]  |
| 1939 | 72.146    | [ 9 ]  |

Bei der Volkszählung 1900 gaben 43,4 % der Bewohner masurisch als ihre Muttersprache an. Mit einem Anteil von 31,1 Prozent (1900) lebte eine verhältnismäßig große polnischsprachige Minderheit im Kreis. Von den 72.146 Einwohnern im Jahre 1939 waren 85,9 Prozent Evangelische und 12,1 Prozent Katholiken.

## Politik

### Landräte
In der Zeit seines 128-jährigen Bestehens hatte der Kreis lediglich sieben Landräte. Sowohl der erste Landrat Wilhelm von Berg (1818 bis 1851) als auch Viktor von Poser und Groß-Naedlitz (1914 bis 1945) kamen auf lange Amtszeiten.
1818–185100Wilhelm von Berg
1851–185200Hermann von Berg (kommissarisch)
1852–186800Gustav Adolph August von Roebel (1822–1883)
1870–000000Max Lilie
1883–189200Hans von Klitzing
1892–189700Hermann Baerecke (1861–1929)
1897–191400Paul von Rönne
1914–194500Victor von Poser und Groß-Naedlitz (1880–1957)

### Wahlen
Im Deutschen Kaiserreich bildete der Kreis Ortelsburg zusammen mit dem Kreis Sensburg den Reichstagswahlkreis Gumbinnen 7.

## Gemeinden
Sowohl vor als auch nach dem Ersten Weltkrieg wurden zahlreiche Eingemeindungen vorgenommen. Während zum Kreis 1908 noch 200 Gemeinden und Gutsbezirke zählten, waren es 1931 nur noch 166 und ab 1936 noch 160 Gemeinden. Mit Stand vom 1. Januar 1938 gehörten zum Kreis Ortelsburg drei Städte und 157 Landgemeinden:
| - Achodden - Alt Keykuth - Alt Kiwitten - Alt Suchoroß - Alt Werder - Anhaltsberg - Babanten - Baranowen - Bärenbruch - Borken b. Friedrichshof - Borken b. Willenberg - Bottowen - Damerau - Dimmern - Eckwald - Eichthal - Erben - Eschenwalde - Farienen - Finsterdamerau - Flammberg - Freudengrund - Friedrichsfelde - Friedrichshof - Friedrichsthal - Fröhlichswalde - Fürstenwalde - Geislingen - Georgensguth - Gilgenau - Glauch - Gonschorowen | - Grammen - Groß Blumenau - Groß Borken - Groß Dankheim - Groß Jerutten - Groß Lattana - Groß Leschienen - Groß Piwnitz - Groß Schiemanen - Groß Schöndamerau - Groß Spalienen - Grünwalde - Haasenberg - Hamerudau - Hirschthal - Höhenwerder - Jablonken - Jakobswalde - Jellinowen - Jeromin - Kahlfelde - Kallenzin - Kannwiesen - Kaspersguth - Kiparren - Klein Dankheim - Klein Jerutten - Klein Lattana - Klein Leschienen - Klein Ruttken - Klein Schiemanen - Kobbelhals | - Kobulten - Konraden - Krummfuß - Kukukswalde - Kutzburg - Langenwalde - Lehlesken - Lehmanen - Leynau - Liebenberg - Lilienfelde - Lindengrund - Lindenort - Lipniak b. Liebenberg - Lucka - Maldanietz - Malschöwen - Marxöwen - Materschobensee - Mensguth, Dorf - Mensguth, Vorwerk - Michelsdorf - Milucken - Mingfen - Montwitz - Moythienen - Nareythen - Neu Keykuth - Neu Kiwitten - Neu Suchoroß - Neu Werder - Neuenwalde (Ostpr.) | - Ohmswalde - Olschienen - Olschöwken - Ortelsburg, Stadt - Parlösen - Passenheim, Stadt - Paterschobensee - Pfaffendorf - Piassutten - Plohsen - Powalczin - Preußenwalde - Puppen - Radegrund - Radzienen - Rauschken - Rehbruch - Rheinswein - Röblau - Rodefeld - Rogallen - Rohmanen - Rohrdorf - Rudau - Rummy A - Rummy B - Ruttkowen - Saadau - Sabiellen - Saborowen - Samplatten - Scheufelsdorf | - Schobensee - Schodmack - Schrötersau - Schützendorf - Schützengrund - Schwentainen - Schwirgstein - Sczepanken - Seedanzig - Seelonken - Sendrowen - Suchorowitz - Theerwisch - Theerwischwalde - Ulonskofen - Wagenfeld - Waldburg - Waldpusch - Waldrode - Wallen - Waplitz - Wappendorf - Wawrochen - Wehrberg - Weißengrund - Wessolowen - Wilhelmshof - Wilhelmsthal - Willenberg, Stadt - Worfengrund - Wyseggen - Zielonen |

Daneben bestanden noch die vier unbewohnten Forstgutsbezirke Johannisburger Heide, Ramucker Heide, Forst Reußwalde und Forst Willenberg.

### Vor 1945 aufgelöste Gemeinden
- Amtsfreiheit Ortelsburg, am 21. September 1905 zu Ortelsburg
- Beutnerdorf, am 1. Juli 1913 zu Ortelsburg
- Fiugatten, am 25. März 1901 zu Ortelsburg
- Freudenberg, am 1. Oktober 1936 zu Seedanzig
- Groß Rauschken, am 30. September 1928 zu Rauschken
- Jankowen, 1894 zu Wessolowen
- Klein Piwnitz, am 7. Januar 1907 zu Groß Dankheim
- Kokosken, 1894 zu Wysockigrund
- Schönwaldau, am 9. Mai 1906 zu Schwentainen
- Wolka, am 1. Oktober 1936 zu Rohrdorf

## Ortsnamen
Im Jahr 1938 erhielten viele Gemeinden im Kreis Ortelsburg aus politisch-ideologischen Gründen der Abwehr fremdländisch klingender Ortsbezeichnungen neue Namen. Andere wurden bereits früher und auch aus anderen Erwägungen umbenannt:
- Achodden → Neuvölklingen (Ostpr.)
- Alt Czayken → Alt Kiwitten (1933)
- Alt Suchoroß → Ostfließ
- Baranowen → Neufließ
- Bialygrund → Weißengrund (1934)
- Borken bei Farienen → Wildheide (Ostpr.)
- Borken bei Willenberg → Borkenheide
- Bottowen → Bottau
- Bystrz → Brücknersmühl
- Czenczel → Rodefeld (1928)
- Damerauwolka→ Damerau
- Gawrzialken → Wilhelmsthal (1928)
- Gonschorowen→ Lichtenstein (Ostpr.)
- Groß Lattana → Großheidenau
- Groß Piwnitz → Großalbrechtsort
- Groß Przesdzienk → Groß Dankheim (1900)
- Groß Spalienen → Neuwiesen
- Jablonken → Wildenau (Ostpr.)
- Jellinowen → Gellen (Ostpr.)
- Jeschonowitz → Eschenwalde (1930)
- Kallenczin → Kallenau
- Kelbassen → Wehrberg (1935)
- Kiparren → Wacholderau
- Klein Lattana → Kleinheidenau
- Klein Przesdzienk → Klein Dankheim (1900)
- Klein Ruttken → Kleinruten
- Kollodzeygrund → Radegrund (1933)
- Kowallik → Waldburg (1928)
- Leynau → Leinau
- Lipniak bei Liebenberg → Friedrichshagen (Ostpr.)
- Lipowitz → Lindenort (1933)
- Lucka → Luckau (Ostpr.)
- Lysack → Kahlfelde (1933)
- Maldanietz → Maldanen
- Marxöwen → Markshöfen
- Moythienen → Moithienen
- Neu Czayken → Neu Kiwitten (1933)
- Neu Suchoroß → Auerswalde (Ostpr.)
- Nowojowitz → Neuenwalde (Ostpr.) (1934)
- Olschienen → Ebendorf (Ostpr.)
- Olschöwken → Kornau (Ostpr.)
- Opalenietz → Flammberg (1904)
- Parlösenwolka → Parlösen (1928)
- Piassutten → Seenwalde
- Powalczin → Schönhöhe (Ostpr.)
- Prussowborrek → Preußenwalde (1932)
- Radostowen → Rehbruch (1936)
- Radzienen → Hügelwalde
- Rocklaß → Eckwald (1933)
- Rogallen → Rogenau
- Rudzisken → Rudau (1928)
- Rummy A → Rummau Ost
- Rummy B → Rummau West
- Ruttkowen → Ruttkau
- Sabiellen → Hellengrund
- Saborowen → Heideberg
- Schodmack → Wiesendorf
- Schwentainen → Altkirchen (Ostpr.)
- Sczepanken → Stauchwitz
- Sendrowen → Treudorf
- Suchorowitz → Deutschwalde (Ostpr.)
- Theerwischwolka → Waldrode (1928)
- Theerwischwolla → Theerwischwalde (1933)
- Trzianken → Rohrdorf (1877)
- Ulonskofen → Schobendorf
- Wawrochen → Deutschheide
- Wessolowen → Fröhlichshof
- Wessolygrund → Freudengrund (1933)
- Willamowen → Wilhelmshof (1932)
- Wujaken → Ohmswalde (1934)
- Wyseggen → Gründlanden
- Wysockigrund → Lindengrund (1932)
- Wystemp → Höhenwerder (1934)
- Zawoyken → Lilienfelde (1934)
- Zielonen → Grünflur
- Zielonken → Seelonken (1912) → Ulrichssee
- Zielonygrund → Schützengrund (1933)
- Zimnawodda → Hirschthal (1933)

## Persönlichkeiten
- Victor von Poser und Groß-Naedlitz (1880–1957), Landrat in Ortelsburg 1915–45
- Gustav Großmann (1893–1973), deutscher Psychologe und Sachbuchautor

### Genealogische Literatur
- Heinz Rayzik, Bernhard Maxin, G. Jasinski, Bernd Blaudow: Kreisblätter Ortelsburg 1842–1922 (= Schriften der Genealogischen Arbeitsgemeinschaft Neidenburg und Ortelsburg, Nr. 12). Selbstverlag, Seeheim-Malchen 1996.
- Michael Bulitta, Martin Jend, Marc Plessa: Kirchspiel Passenheim: Geburten, Heiraten, Tote nach Bescheinigungen der Standesämter Passenheim und Passenheim-Land 1878–1945 (= Schriften der Genealogischen Arbeitsgemeinschaft Neidenburg und Ortelsburg, Nr. 12). Historische Einwohner-Verzeichnisse (HEV) für das ehemalige Südostpreußen, Selbstverlag, Bonn 2005.
- Martin Jend, Michael Bulitta, Marc Plessa: Kirchspiel Friedrichshof im Kreis Ortelsburg, Die Familien und ihre Kinder im 19. Jahrhundert. Band I–III (= Schriften der Genealogischen Arbeitsgemeinschaft Neidenburg und Ortelsburg, Nr. 13). Historische Einwohner-Verzeichnisse (HEV) für das ehemalige Südostpreußen, Selbstverlag, Bornheim 2006.
- Martin Jend, Wilfried Monka: Kirchspiel Ortelsburg und Ortelsburg-Land. Die Familien und ihre Kinder im 19. Jahrhundert. Band I–III (= Schriften der Genealogischen Arbeitsgemeinschaft Neidenburg und Ortelsburg, Nr. 15). Historische Einwohner-Verzeichnisse (HEV) für das ehemalige Südostpreußen, Selbstverlag, Bornheim 2007.
- Werner Pachollek, Martin Jend, Reinhard Kayss, Bernhard Maxin, Marc Plessa: Amt/Kirchspiel Willenberg – Orte, Wohnplätze und ihre Einwohner 1579–1945, Band I–III (= Schriften der Genealogischen Arbeitsgemeinschaft Neidenburg und Ortelsburg, Nr. 21). Historische Einwohner-Verzeichnisse (HEV) für das ehemalige Südostpreußen. Selbstverlag, Bornheim 2010.
- Martin Jend, Marc Plessa: Das Kirchspiel Jerutten. Die Familien und ihre Kinder (= Schriften der Genealogischen Arbeitsgemeinschaft Neidenburg und Ortelsburg, Nr. 24). Historische Einwohnerverzeichnisse (HEV) für das ehemalige Südostpreußen. Selbstverlag der GeAGNO, Bornheim/Rheinland 2011.
- Marc Plessa, Michael Bulitta, Martin Jend: Das Kirchspiel Passenheim im Kreis Ortelsburg (= Schriften der Genealogischen Arbeitsgemeinschaft Neidenburg und Ortelsburg, Nr. 31). Historische Einwohner-Verzeichnisse (HEV) für das ehemalige Südostpreußen. Selbstverlag, Koblenz/Bornheim 2017.
- Michael Bulitta, Martin Jend, Marc Plessa: Das Tauf-, Heirats- und Sterberegister der katholischen Kirche zu Kobulten im Landkreis Ortelsburg in den Jahren 1894 bis 1945 (= Schriften der Genealogischen Arbeitsgemeinschaft Neidenburg und Ortelsburg, Nr. 32). Historische Einwohner-Verzeichnisse (HEV) für das ehemalige Südostpreußen. 2016.
- Michael Bulitta, Dietmar Falk. Historische Einwohner-Verzeichnisse (HEV) für das ehemalige Südostpreußen – Einwohnerbuch der ehemaligen Gemeinde Rauschken/Kr. Ortelsburg. Nr. 38 der Schriften der Genealogischen Arbeitsgemeinschaft Neidenburg Ortelsburg, Bonn, 2023.